# Guerre civile tchadienne (1965-1979)
Pour les articles homonymes, voir Guerre civile tchadienne.
La première guerre civile tchadienne débute à la fin de l'année 1965, cinq ans seulement après l'indépendance, par une révolte contre le régime de François Tombalbaye, et la domination politique des ethnies du sud du Tchad sur celles du nord et du centre. Elle s'achève avec l'établissement en 1979 du Gouvernement d'union nationale et de transition (GUNT), formé par différents groupes rebelles nordistes et présidé par Goukouni Oueddei. La rivalité entre ce dernier et Hissène Habré conduit au déclenchement de la deuxième guerre civile tchadienne, de 1979 à 1982.

## Histoire

### Premiers soulèvements et création du Frolinat
En octobre 1965, les populations dans le département de Mangalmé (région de Guéra) se soulèvent contre un emprunt forcé payable en bétail et le quadruplement de la "taxe civique". Une dizaine de fonctionnaires sont tués. En représailles, l’armée nationale tchadienne rase plusieurs villages.
De 1965 à 1968, des soulèvements éclatent régulièrement. À la suite de ces émeutes paysannes, l'opposition s'unit au sein de l'Union nationale tchadienne (en) dirigée par d'Ibrahim Abatcha, un kanouri, qui fonde ensuite le Front de libération du Tchad (en) transformé en une organisation politico-militaire, le Frolinat, en 1966 à Nyala (Soudan) dont l'objectif est le renversement par la force du régime de François Tombalbaye.
Sous la direction d'Ibrahim Abatcha, secrétaire général du Frolinat, l'organisation implante des maquis (la « Première armée ») dans le Guéra et le Salamat dès 1966 au sein des populations de l'ethnie ouaddaïenne et arabe puis, dans un second temps, dans le Borkou-Ennedi-Tibesti (BET) en 1968 avec l'implication de plus en plus marquée de l'ethnie Toubou (la « Deuxième armée »). Ibrahim Abatcha est tué lors d'un combat le 11 février 1968 et est remplacé au poste de secrétaire général par Abba Siddick, un Maba, lui aussi originaire du Ouaddaï.

### OpérationLimousin

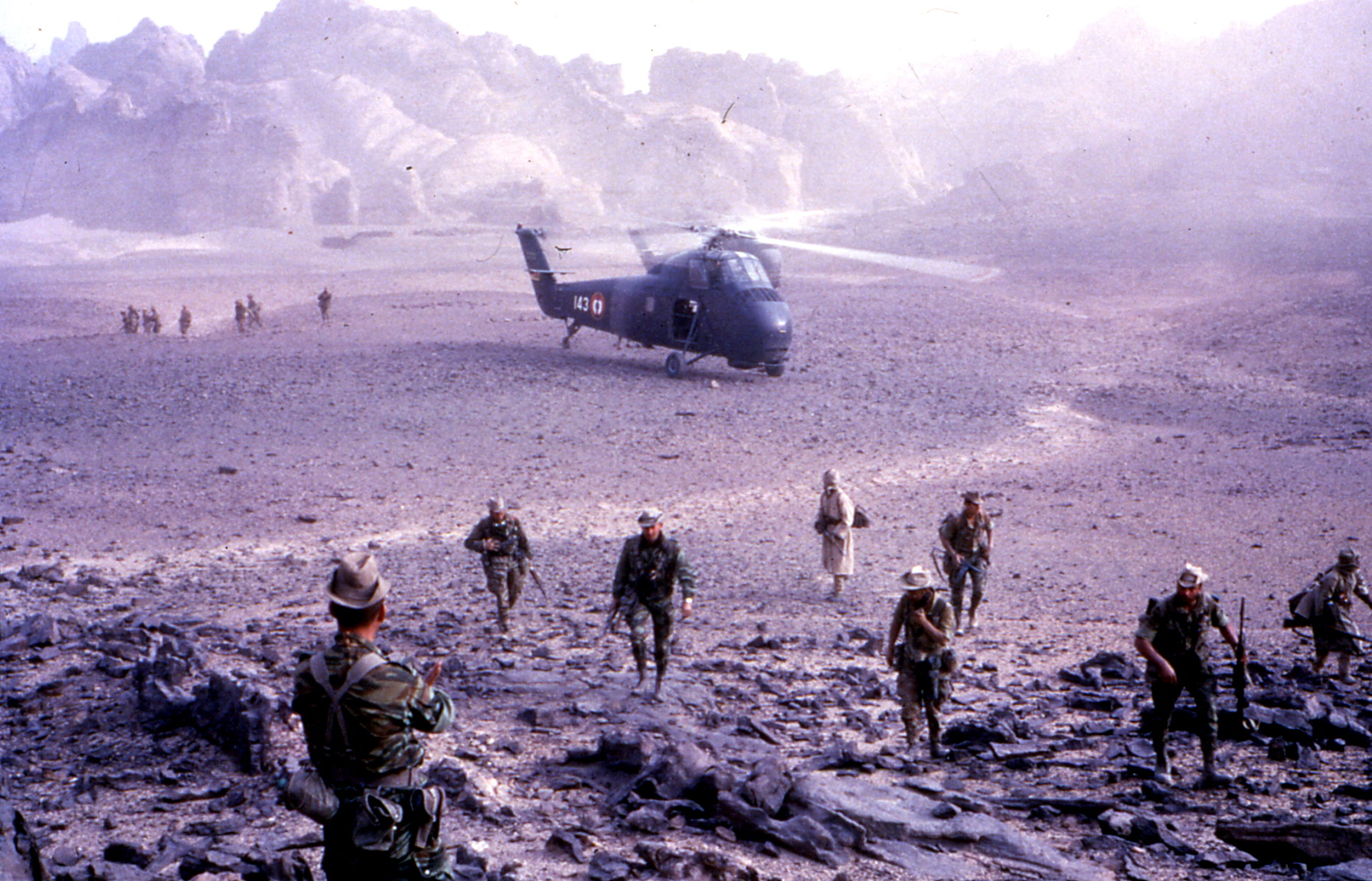
Hélicoptère Sikorsky H-34 de la flottille 33F et parachutistes de la 6e CPIMa en 1971.

Les premières troupes françaises dont le 2e REP, le 1er REC et une compagnie du 3e RPIMa, deux Nord 2501 et quatre Douglas AD Skyraider arrivent le 25 août 1968 pour soutenir l'armée tchadienne. Alors qu'ils menacent la capitale, les rebelles sont repoussés avec l'appui des forces françaises. Les deux camps commencent à négocier et les forces françaises repartent le 25 novembre 1968.
Mais la situation reste précaire et le gouvernement tchadien doit faire appel à la France dans le cadre des accords de défense signés entre les deux pays en 1960. Des troupes françaises sont envoyées le 18 mars 1969 au Tchad afin de rétablir la sécurité dans les régions troublées du Nord dans le cadre de l'opération Limousin, la première opération militaire depuis la fin du conflit algérien, et qui comptera au plus fort du dispositif 2 500 hommes,. Une embuscade du Frolinat, le 11 octobre 1970, fait 12 tués et 25 blessés français contre plus de 60 rebelles tués. À partir du mois de juin 1971, la France se désengage progressivement jusqu'au 28 août 1972, qui marque officiellement la fin de l'opération.

### Ascension des Toubous et éclatement du Frolinat
À partir du début des années 1970, le Frolinat est dirigé par des membres de l'ethnie Toubou Tédas et le centre de gravité du Frolinat se déplace en conséquence du centre du pays vers le Tibesti, la Libye, dont Mouammar Kadhafi a pris la tête en 1969, lui apporte son soutien.
Parallèlement, au sein du mouvement, deux courants s'opposent, l'un marxiste et l'autre islamique, qui suscitent des tensions à la fin des années 1960 et affaiblissant l'autorité d'Abba Siddick.
En 1970, Mohamed Baghlani, chef de file du courant islamique et de l'ethnie arabe, est exclu du Frolinat et fonde durant l'été un premier mouvement sécessionniste, l'Armée Volcan (en). Puis Ahmat Acyl (en) fonde le Conseil démocratique révolutionnaire (en) (CDR), émanation des Arabes nomades du centre du Tchad.
En 1971, des combats fratricides opposent la Première et la Deuxième armée. En octobre 1972, sous la direction de Goukouni Oueddei et d'Hissène Habré, la Première armée se sépare du Frolinat pour fonder le Conseil de commandement des forces armées du Nord (en) (CCFAN) à Goumour et contrôle dans la première partie des années 1970 l'essentiel du Borkou-Ennedi-Tibesti (BET).
Le 21 avril 1974, Françoise Claustre, le coopérant français Marc Combe et Christoph Staewen (en), un Allemand de l'Ouest, sont enlevés dans le Tibesti (Tchad) par des rebelles des tribus nomades toubous, menés par Hissène Habré et Goukouni Oueddei, chef des Forces Armées du Nord (FAN). Avec l'accord de N'Djamena, le nouveau président Giscard envoie le commandant Galopin libérer les otages. Celui-ci, longtemps coopérant à la tête de la Garde nationale tchadienne puis au sein des services de renseignements de tchadiens, est finalement capturé le 4 août,. En riposte au refus de Paris de céder à leurs revendications, ils exécutent Galopin en avril 1975 tandis que Marc Combe parvient à s'évader le 23 mai 1975. Pierre Claustre, mari de Françoise et directeur de la Mission de réforme administrative au Tchad, tente alors de négocier directement avec les rebelles, mais il est enlevé à son tour le 26 août 1975. Les époux Claustre sont libérés neuf mois plus tard à Tripoli, le 31 janvier 1977.
En 1976, c'est au tour de la Première armée de prendre son indépendance sous la direction de Mahamat Abba Seïd (de). Elle est implantée principalement dans l'Est, comme l'Armée Volcan. 
En 1978, un nouveau mouvement rebelle fait son apparition en 1978 sous le nom de « Troisième armée » ou Forces armées occidentales (FAO), puis de Mouvement populaire pour la libération du Tchad (MPLT) dont le chef d'état-major est Adoum Ibni Adam. Ce mouvement est basé dans la région du Kanem et dirigée par un ancien membre du CMIAP, Aboubakar Mahamat Abderahman qui est réfugié au Nigeria. Sa zone d'opération est le lac Tchad. Elle s'est surtout signalée par l'enlèvement de deux jeunes voyageurs occidentaux le 18 janvier 1978, le Français Christian Massé et le Suisse André Kümmerling, réclamant en échange de leur libération le rapatriement des troupes françaises du Tchad, le versement d'une rançon de dix millions de francs français et la libération à N'Djamena d'un détenu du nom d'Adoum Adam Moustapha. Toutefois, le Frolinat dément catégoriquement être à l'origine d'un rapt, qu'il qualifie d'acte de pur banditisme et précise que cette branche a été exclue du mouvement en mai 1977 (les deux hommes sont finalement délivrés le 15 avril 1978).

### Chute du président Tombalbaye (1975)
Tout le long du début des années 1970, le président Tombalbaye accuse publiquement les forces armées tchadiennes d'incompétence et mène de fréquentes purges et remaniements. Dès 1967, craignant un coup d'État, il avait décidé de créer la compagnie tchadienne de sécurité (CTS), formée par Israël. Celle-ci constituait « une armée dans l’armée » ou « une police politique » dont les missions principales consistaient non seulement à protéger le régime et assurer le maintien de l’ordre, mais aussi à surveiller les activités des officiers de l’armée.
En mars 1975, il ordonne l'arrestation de plusieurs officiers supérieurs pour leur implication dans une tentative de putsch.
Le 13 avril 1975, plusieurs unités de la gendarmerie de N'Djamena, agissant sous l'impulsion initiale de jeunes officiers et du chef d'état-major Noël Milarew Odingar, renversent le président Tombalbaye, qui est assassiné dans des circonstances obscures. Le 15 avril, l'ancien commandant de l'armée nationale tchadienne, Félix Malloum, en prison depuis 1973, devient président du Conseil supérieur militaire (CSM), organe suprême chargé de diriger le pays, puis chef de l'État quelques mois plus tard. Il demande l’évacuation des forces militaires françaises du Tchad qui quittent alors la base aérienne 172 de Fort-Lamy sur l'aéroport international de N'Djaména.

### Offensive rebelle de l'été 1977
Au cours de l’été 1977, les rebelles du Frolinat de Goukouni Oueddei, soutenus par la Libye qui leur a fourni du matériel militaire moderne d’origine soviétique, lancent une offensive militaire à partir du nord du Tchad. Pour la première fois, les avions sont menacés par une forte artillerie sol-air : deux appareils de l’aviation militaire tchadienne sont abattus dans le Tibesti : un C-47 par des tirs de 14,5 mm et un Douglas DC-4 par un SAM-7. Le président Malloum est contraint de solliciter l’aide de la France, qui lance l'opération Tacaud et empêche la progression des rebelles vers le sud du Tchad (18 militaires français morts et perte de deux avions SEPECAT Jaguar).
À la suite des accords de Khartoum de septembre 1977 (restés secrets jusqu'en février 1978), Hissène Habré et les Forces armées du Nord se rallient au régime de Félix Malloum. Hissène Habré est nommé Premier ministre le 29 août 1978. 

### Chute du régime et fondation du GUNT
La cohabitation au sommet de l'État entre Malloum, devenu président, et Habré, alors Premier ministre, est de courte durée. Au cœur des tensions figurent notamment les modalités d’intégration des FAN dans les forces armées tchadiennes et la question des grades. Habré veut rééquilibrer l’armée, dont les cadres sont essentiellement du sud. 
Il tente un coup d'État (en) en février 1979, mais n'obtient pas une victoire totale. Goukouni Oueddei, à la tête des Forces armées populaires (en) (originellement constituées de l'union en mars 1978 du Frolinat - Comité militaire interarmées provisoire, de l'Armée Volcan et du Frolinat - Première Armée), lui vient en aide au mois de février, malgré leur rivalité, aboutissant à la chute du régime « sudiste ».
Finalement, le président part en exil et les onze factions issues du Frolinat, des restes de l'armée tchadienne et des FAN de Habré forment un Gouvernement d'Union nationale de transition (ou GUNT) lors d'une conférence à Lagos en août. Oueddei en est le président et Habré le ministre de la défense.
Ils repoussent les attaques libyennes dans le Nord avec l'aide de l'aviation française.
Toutefois, les tensions accroissent le fossé entre les deux dirigeants tchadiens jusqu'au déclenchement d'une nouvelle guerre civile (1979-1982).